# 国際会計基準
国際会計基準（こくさいかいけいきじゅん、英語: International Accounting Standards、略称: IAS）は、国際会計基準委員会 (IASC) によって設定された会計基準である。
国際会計基準委員会 (IASC) により設定された、財務諸表の作成および表示に関するフレームワーク、個別基準である34の国際会計基準書(IAS, International Accounting Standards)と、31の解釈指針委員会解釈指針等(SIC, Standing Interpretations Committee)によって構成される。

## 承継
国際会計基準(IAS)は、これに解釈指針委員会(SIC)解釈指針書等、国際財務報告基準書(IFRS)、国際財務報告基準解釈指針委員会(IFRIC)解釈指針を加えた基準及び解釈指針書の総体としての国際財務報告基準(IFRSs)へと承継されている。
以降、国際会計基準(IAS)及び解釈指針委員会(SIC)解釈指針書等は、国際会計基準審議会による国際会計基準(IAS)の改訂や国際財務報告基準書(IFRS)の新基準によって、順次新基準への承継により国際会計基準(IAS)が廃止されるまで、国際財務報告基準(IFRSs)としてその効力を有する。
財務諸表の作成および表示に関するフレームワークは、国際会計基準(IAS)および国際財務報告基準(IFRSs)などの会計基準の基礎にある前提や概念を体系化したものとして、会計基準の概念的な基礎を提供し、会計基準の解釈や、基準開発に指針を与える役割を担う会計基準の上位概念として改定を加えつつ存続する。

## 基準の項目

### 財務諸表の作成および表示に関するフレームワーク
財務諸表の作成および表示に関するフレームワーク(Framework for the Preparation and Presentation of Financial Statements)は、会計基準の基礎にある前提や概念を体系化したものとして、会計基準の概念的な基礎を提供し、会計基準の解釈や、基準開発に指針を与える役割を担う会計基準の上位概念である。
前文、第1章 財務報告の目的、第2章 会計情報の質的特性、第3章 財務諸表の構成要素、第4章 財務諸表における認識と測定から構成され、各章は序文、本文、結論の根拠と背景説明からなる。

### 国際会計基準書(IAS, International Accounting Standards)
- 第1号 財務諸表の表示（旧：会計方針の開示）
- 第2号 棚卸資産
- 第3号 （IAS第27、28号により廃止）
- 第4号 （IAS第16、22及び38号により廃止）
- 第5号 財務諸表に開示すべき情報（IAS第1号により廃止）
- 第6号 （IAS第15号により廃止）
- 第7号 キャッシュ・フロー計算書
- 第8号 会計方針、会計上の見積りの変更及び誤謬
- 第9号 （IAS第38号により廃止）
- 第10号 後発事象
- 第11号 工事契約
- 第12号 法人所得税
- 第13号 流動資産及び流動負債の表示（IAS第1号により廃止）
- 第14号 セグメント別報告（IFRS第8号により廃止）
- 第15号 物価変動の影響を反映する情報（廃止）
- 第16号 有形固定資産
- 第17号 リース
- 第18号 収益
- 第19号 従業員給付
- 第20号 政府補助金の会計処理及び政府援助の開示
- 第21号 外国為替レート変動の影響
- 第22号 企業結合（IFRS第3号により廃止）
- 第23号 借入費用
- 第24号 関連当事者についての開示
- 第25号 （IAS第39、40号により廃止）
- 第26号 退職給付制度の会計及び報告
- 第27号 連結及び個別財務諸表
- 第28号 関連会社に対する投資
- 第29号 超インフレ経済化における財務報告
- 第30号 銀行及び類似する金融機関の財務諸表における開示（IFRS第7号により廃止）
- 第31号 ジョイント・ベンチャーに対する持分
- 第32号 金融商品：表示
- 第33号 1株当たり利益
- 第34号 中間財務報告
- 第35号 事業廃止（IFRS第5号により廃止）
- 第36号 資産の減損
- 第37号 引当金、偶発負債及び偶発資産
- 第38号 無形資産
- 第39号 金融商品：認識及び測定
- 第40号 投資不動産
- 第41号 農業

### 解釈指針委員会(Standing Interpretations Committee, SIC)解釈指針書等
序説
- 第1号 （IAS第2号により廃止）
- 第2号 （IAS第23号により廃止）
- 第3号 （IAS第28号により廃止）
- 第4号 （欠番）
- 第5号 （IAS第32号により廃止）
- 第6号 （IAS第16号により廃止）
- 第7号 ユーロの導入
- 第8号 （IFRS第1号により廃止）
- 第9号 （IFRS第3号により廃止）
- 第10号 政府援助―営業活動と個別的な関係がない場合
- 第11号 （IAS第21号により廃止）
- 第12号 連結―特別目的事業体
- 第13号 共同支配企業―共同支配投資企業による非貨幣性資産の拠出
- 第14号 （IAS第16号により廃止）
- 第15号 オペレーティング・リース―インセンティブ
- 第16号 （IAS第32号により廃止）
- 第17号 （IAS第32号により廃止）
- 第18号 （IAS第8号により廃止）
- 第19号 （IAS第21号により廃止）
- 第20号 （IAS第28号により廃止）
- 第21号 法人所得税―再評価された非減価償却資産の回収
- 第22号 （IFRS第3号により廃止）
- 第23号 （IAS第16号により廃止）
- 第24号 （IAS第33号により廃止）
- 第25号 法人所得税―企業又は株主の課税上の地位の変化
- 第26号 （欠番）
- 第27号 法的形態はリースであるものを含む取引の実態の評価
- 第28号 （IFRS第3号により廃止）
- 第29号 サービス譲与契約：開示
- 第30号 （IAS第21号により廃止）
- 第31号 収益―宣伝サービスを伴うバーター取引
- 第32号 無形資産―ウェブサイト費用
- 第33号 （IAS第27号及び第28号により廃止）

## 国際財務報告基準体系一覧
| 項目                                         | IAS   | IFRS  | SIC | IFRIC |
| -------------------------------------------- | ----- | ----- | --- | ----- |
| 財務諸表の表示                               | IAS1  |       |     |       |
| たな卸資産                                   | IAS2  |       |     |       |
| キャッシュ・フロー計算書                     | IAS7  |       |     |       |
| 会計方針、会計上の見積りの変更及び誤謬       | IAS8  |       |     |       |
| 後発事象                                     | IAS10 |       |     |       |
| 工事契約                                     | IAS11 |       |     |       |
| 法人所得税                                   | IAS12 |       |     |       |
| 有形固定資産                                 | IAS16 |       |     |       |
| リース                                       | IAS17 |       |     |       |
| 収益                                         | IAS18 |       |     |       |
| 従業員給付                                   | IAS19 |       |     |       |
| 政府補助金の会計処理及び政府援助の開示       | IAS20 |       |     |       |
| 外国為替レート変動の影響                     | IAS21 |       |     |       |
| 借入費用                                     | IAS23 |       |     |       |
| 関連当事者の開示                             | IAS24 |       |     |       |
| 退職給付制度の会計及び報告                   | IAS26 |       |     |       |
| 連結及び個別財務諸表                         | IAS27 |       |     |       |
| 関連会社に対する投資                         | IAS28 |       |     |       |
| 超インフレ経済下における財務報告             | IAS29 |       |     |       |
| ジョイント・ベンチャーに対する持分           | IAS31 |       |     |       |
| 金融商品：開示及び表示                       | IAS32 |       |     |       |
| 1株当たり利益                                | IAS33 |       |     |       |
| 中間財務報告                                 | IAS34 |       |     |       |
| 資産の減損                                   | IAS36 |       |     |       |
| 引当金、偶発債務及び偶発資産                 | IAS37 |       |     |       |
| 無形資産                                     | IAS38 |       |     |       |
| 金融商品：認識及び測定                       | IAS39 |       |     |       |
| 投資不動産                                   | IAS40 |       |     |       |
| 農業                                         | IAS41 |       |     |       |
| 国際財務報告基準の初度適用                   |       | IFRS1 |     |       |
| 株式報酬                                     |       | IFRS2 |     |       |
| 企業結合                                     |       | IFRS3 |     |       |
| 保険契約                                     |       | IFRS4 |     |       |
| 売却目的で保有している非流動資産及び廃止事業 |       | IFRS5 |     |       |
| 鉱物資源の探査及び評価                       |       | IFRS6 |     |       |
| 金融商品―開示                                |       | IFRS7 |     |       |
| セグメント別報告                             |       | IFRS8 |     |       |